# Polypedilum aegyptium
Polypedilum aegyptium är en tvåvingeart som beskrevs av Jean-Jacques Kieffer 1925. Polypedilum aegyptium ingår i släktet Polypedilum och familjen fjädermyggor. Arten är reproducerande i Sverige. Inga underarter finns listade i Catalogue of Life.